# Leontjev
Leontev je priimek več znanih ljudi:
- Aleksander Mihajlovič Leontjev, sovjetski general
- Aleksej Nikolajevič Leontjev, ruski psiholog
- Ivan Sergejevič Leontjev, ruski general
- Konstantin Nikolajevič Leontjev, ruski pisatelj
- Peter Aleksejevič Leontjev, sovjetski general
- Valerij Leontjev, ruski pevec